# This is Tom Jones Show

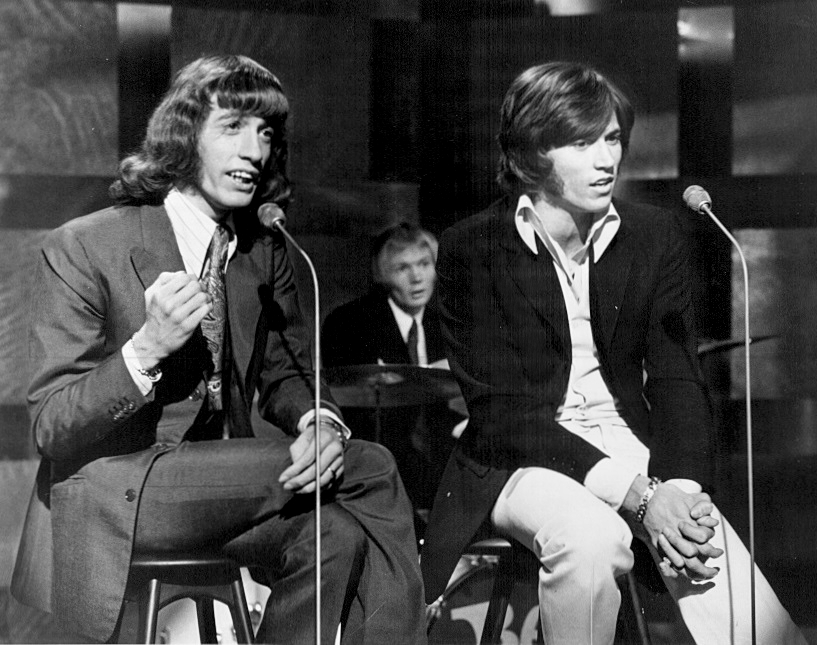
The Bee Gees interpretand în emisiunea de televiziune This is Tom Jones, sezonul 1, episodul 3

This is Tom Jones a fost o emisiune de televiziune avându-l gazdă pe cântărețul britanic Tom Jones, transmisă de postul TV ITC (U.K.) între anii 1969-1971. S-au realizat 36 de episoade (trei serii), în care gazda cântă din repertoriul propriu solo, dar și cu muzicieni din vremea respectivă : Tina Turner, Gladys Knight & The Pips, Dionne Warwick, Donny și Mary Osmond, Stephanie Mills, etc.
În anii 2006-2007, compania lui Tom Jones, Tom Jones Enterprises a dat în judecată compania C/F International - deținătorul drepturilor de autor al show-ului pentru a opri acordarea de licențe pentru cântecele din programul respectiv. În urma procesului s'a decis că C/F International nu deține drepturi pentru a acorda licențe decât asupra show'ului, iar asta nu include sub-licențierea fiecărui cântec din emisiune, pentru a fi incluse în alte compilații. Corolarul este că C/F International a pierdut în totalitate drepturile de distibuție asupra emisiunilor Tom Jones Show (1980), This is Tom Jones (1969) ca urmare a nerespectării contractului. Prejudiciul creat de Classic World Production - compania agreată de pârât, a fost de 1'000'000 $ iar până astăzi (2008) ramificațiile procesului sunt necunoscute.
Proprietarul și fondatorul C/F International moare în anul 2008, iar decizia Curții din 2006 nu a calculat daunele.
Darryl Payne este directorul companiei Classic World Production iar casa de distribuție actuală pentru emisiuni este Time Life